# Rechnitz

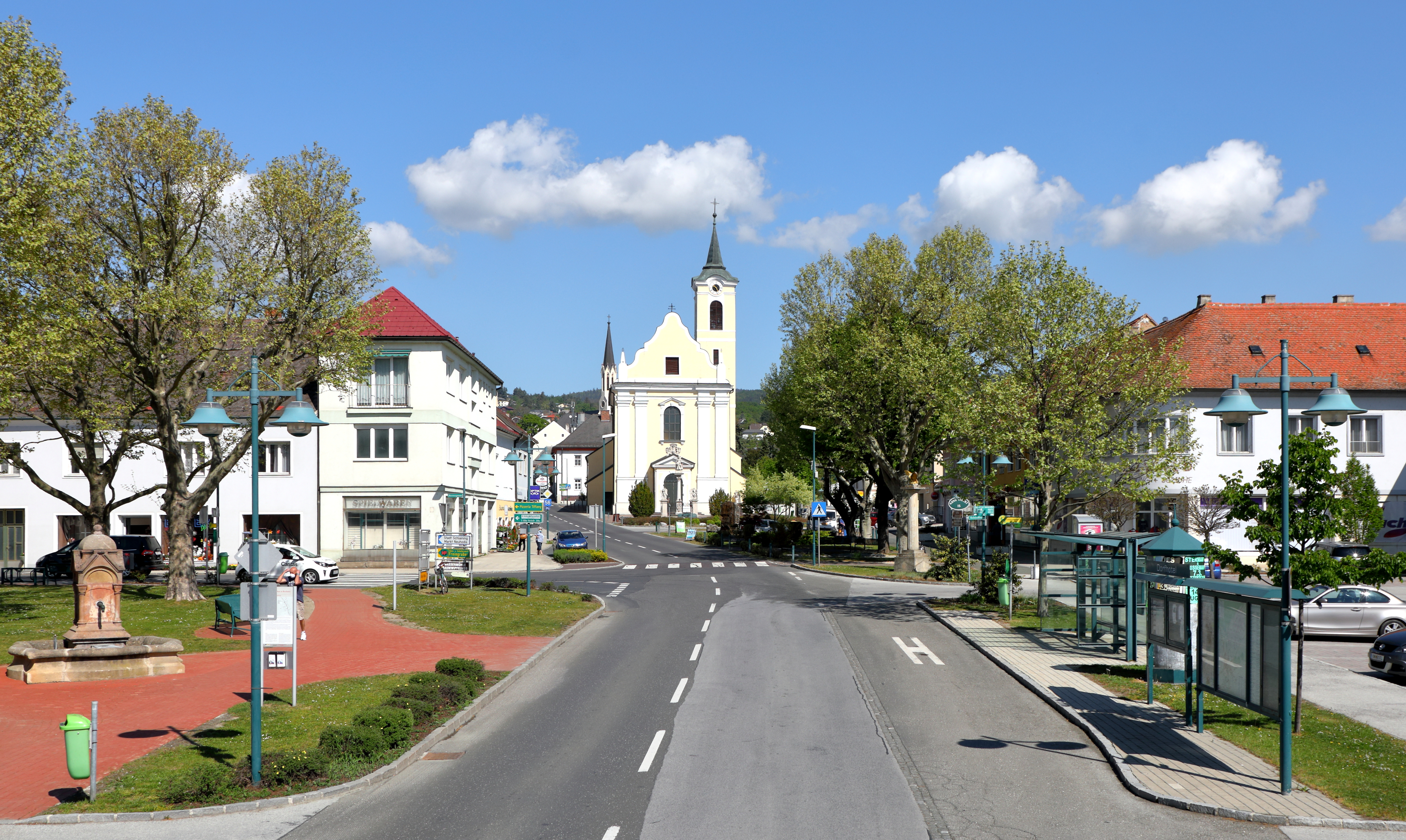
Hauptplatz von Rechnitz

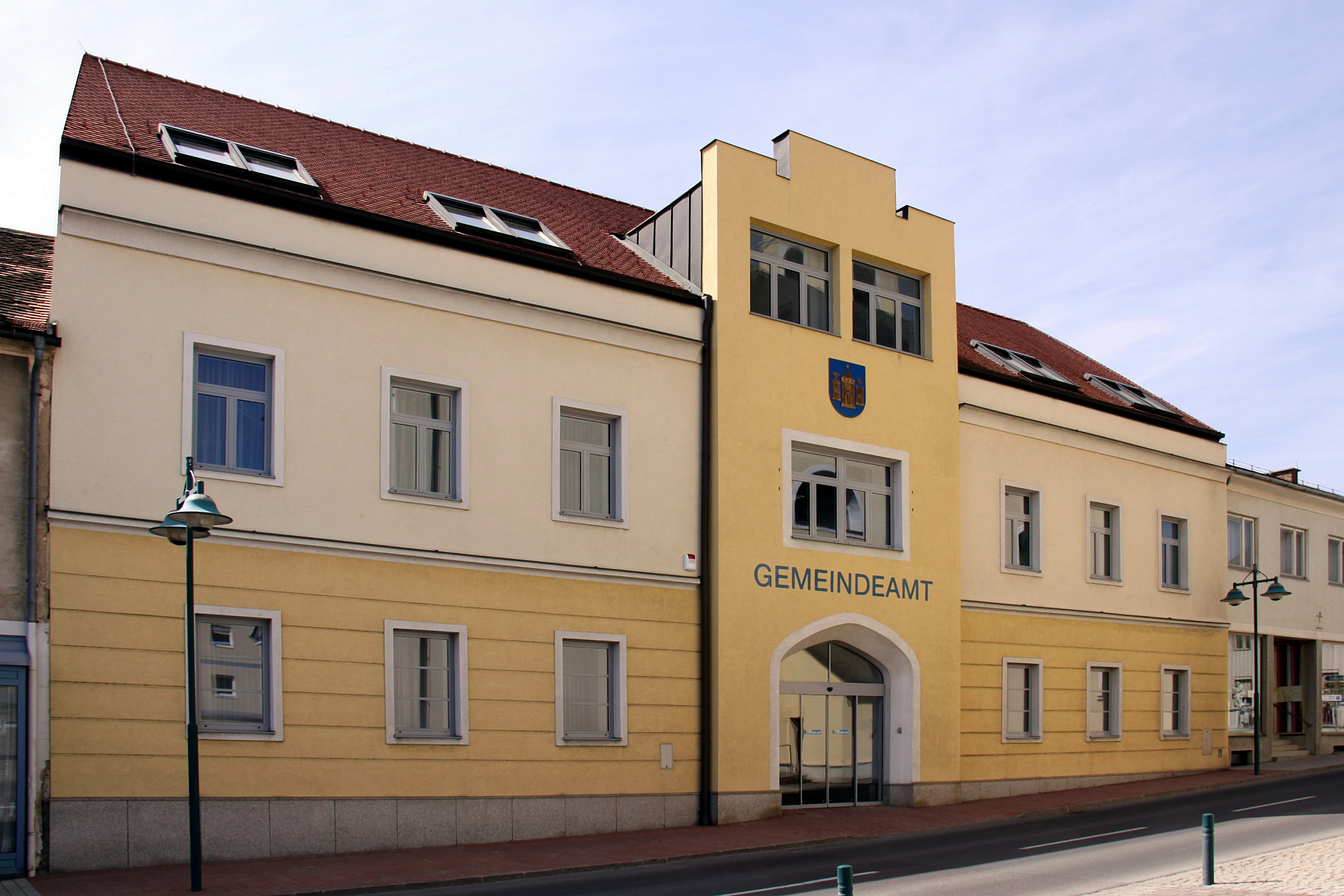
Gemeindeamt Rechnitz

Rechnitz (ungarisch Rohonc/Rohoncz, kroatisch Rohunac, Romani Rochonca) ist eine Marktgemeinde im Bezirk Oberwart im Burgenland in Österreich.

## Geografie

### Geografische Lage
Die Marktgemeinde Rechnitz liegt am Südhang des Günser Gebirges, das auch als Rechnitzer Schiefergebirge oder als Rechnitzer Fenster bezeichnet wird, am Fuße des 884 m hohen Geschriebensteins. Das waldreiche Mittelgebirge geht dort in Wein- und Obstgärten über, daran schließen sich die weiten Felder in den Ausläufern des pannonischen Tieflandes.
Sonniges, mildes Klima begünstigt Ackerbau, Forstwirtschaft sowie Wein- und Obstbau, wobei dem Marillenanbau hier besondere Bedeutung zukommt.
Der Ort liegt direkt an der Grenze zu Ungarn und hat seit 1991 einen Grenzübergang nach Bozsok, 22 Kilometer nordwestlich von Szombathely (Steinamanger).

### Nachbargemeinden
|                | Lockenhaus (OP)                             |        |
| Markt Neuhodis | Kompassrose, die auf Nachbargemeinden zeigt | Ungarn |
|                | Schachendorf                                |        |

## Geschichte
Die neolithische Besiedlung des Gemeindegebietes ist durch linearbandkeramische Hausbefunde und drei Kreisgrabenanlagen der Lengyel-Kultur belegt.
Bereits um 500 v. Chr. war die Ebene südlich des Geschriebensteins besiedelt, was Funde aus der Keltenzeit beweisen. Bedeutende Funde wurde auch aus der Römerzeit gemacht, z. B. ein Strang der römischen Wasserleitung, die die Stadt Savaria mit Quellwasser versorgte.
Gegen Ende des 6. Jahrhunderts gründeten Slawen die Siedlung Orechovca, was so viel wie „Nusshain“ bedeutet. Dieser Name wurde später von deutschen Siedlern umgewandelt. 1260 erfolgt die erste urkundliche Erwähnung. 1348 erhielt Rechnitz das Marktrecht.
Der Ort entwickelte sich unter dem Schutz von Schloss Rechnitz, das über mehrere Jahrhunderte der Familie Batthyány gehörte.
Der aus den zwei Teilen Deutschmarkt und Ungarmarkt zusammengewachsene Ort war Zunftstätte zahlreicher Handwerker wie Stiefelmacher sowie vieler Mühlen. Das noch erhaltene Granarium (Schüttkasten) in der Bahnhofstraße zeugt von der landwirtschaftlichen Bedeutung des Ortes.
Der Ort gehörte, wie das gesamte Burgenland, bis 1920/21 zu Ungarn (Deutsch-Westungarn). Seit 1898 musste aufgrund der Magyarisierungspolitik der Regierung in Budapest der ungarische Ortsname Rohonc verwendet werden. Nach Ende des Ersten Weltkrieges wurde nach zähen Verhandlungen Deutsch-Westungarn in den Verträgen von St. Germain und Trianon 1919 Österreich zugesprochen. Der Ort gehört seit 1921 zum neu gegründeten Bundesland Burgenland (siehe auch Geschichte des Burgenlandes).
Der Ort hatte eine jüdische Gemeinde, die sich wahrscheinlich schon im 15. Jahrhundert hier ansiedelte. Bereits im Jahr 1649 wird eine Synagoge erwähnt. 1718 wurde ein größerer Neubau für die Mitglieder der jüdischen Gemeinde errichtet. In der Mitte des 19. Jahrhunderts lebten 859 Juden in Rechnitz. Heute erinnern nur noch die „Judengasse“ und der jüdische Friedhof an diese Zeit.
Nach Rechnitz benannt ist der bislang nicht entzifferte Codex Rohonczi, welcher in der ungarischen Akademie der Wissenschaften aufbewahrt wird.

### Rechnitz in der Zeit des Nationalsozialismus und im Zweiten Weltkrieg

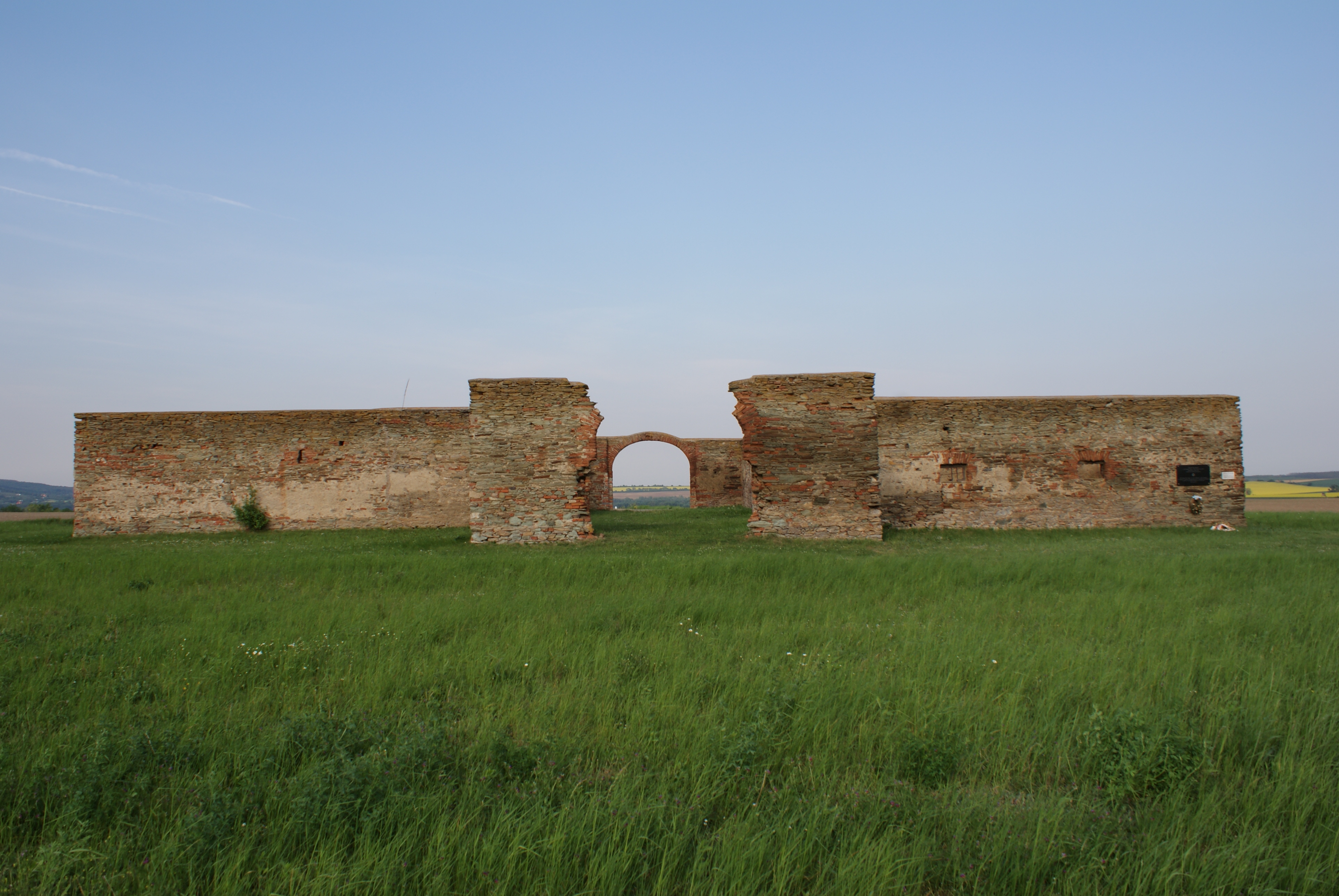
Mahnmal Kreuzstadl Rechnitz

Im Zweiten Weltkrieg wurden in Rechnitz Zwangsarbeiter im „Lager Wald“ und in den Schlossanlagen untergebracht. In den letzten Tagen des Krieges wurden mit der Bahn etwa 600 Zwangsarbeiter, vor allem ungarische Juden, nach Burg transportiert, um am Südostwall zu arbeiten. Etwa 200 von ihnen, die erschöpfungs- und krankheitsbedingt nicht mehr arbeiten konnten, wurden in der Nacht vom 24. auf den 25. März 1945 nach Rechnitz zurücktransportiert. Am selben Abend feierte die im Schloss einquartierte örtliche SS im Beisein der Besitzerin, Gräfin Margit von Batthyány, ein sogenanntes Gefolgschaftsfest. Dabei entfernte sich ein Teil der Anwesenden und ermordete die geschwächten Zwangsarbeiter, die vom Bahnhof mit einem LKW zum Exekutionsort gebracht wurden. Nach diesem Massaker von Rechnitz feierte man weiter.
Am Abend des 29. März 1945 überschritt das 37. Garde-Schützenkorps der 9. sowjetischen Gardearmee die österreichische Grenze bei Rechnitz und eroberte den Ort nach mehrstündigen Gefechten gegen drei Volkssturmbataillone. Am 1. April gelang es dem SS-Panzergrenadier Ersatz- und Ausbildungsbataillon 11, das vorwiegend aus jungen niederländischen Freiwilligen bestand, Rechnitz nach heftigen Kämpfen zurückzuerobern. Der Kommandeur, SS-Sturmbannführer Willi Schweitzer, wurde für die Rückeroberung mit dem Ritterkreuz ausgezeichnet. Nach fünf Tagen musste sich der Verband aus Rechnitz zurückziehen, um nicht eingeschlossen zu werden. Der Ort wurde wieder von der Roten Armee besetzt. Bei den Kampfhandlungen wurde das Schloss Rechnitz fast völlig zerstört; später wurde es abgetragen.

### Rechnitz während des Ungarischen Volksaufstandes 1956
Während des ungarischen Volksaufstandes kam es am 23. November 1956 bei Rechnitz zum gefährlichsten Vorfall der Grenzüberwachung: Drei russische Soldaten drangen bei der Verfolgung ungarischer Flüchtlinge über die österreichische Staatsgrenze vor und schossen auf eine einschreitende Zollwachpatrouille. Anschließend versuchten sie ein junges Mädchen zu berauben und zu vergewaltigen, wurden jedoch von einer Gendarmeriepatrouille gestellt und zum Niederlegen der Waffen aufgefordert. Während einer der Soldaten verhaftet werden konnte, flüchteten die anderen zwei Richtung Grenze; bei einem anschließenden Schusswechsel wurde einer der Flüchtenden getötet, der andere konnte entkommen. Die Sicherheitsdirektion alarmierte daraufhin das Bundesheer, das einen verstärkten Infanteriezug des Infanteriebataillons 2 nach Rechnitz verlegte, um die Bevölkerung zu beruhigen und vor möglichen Übergriffen zu schützen. Am 26. November wurde der Leichnam des erschossenen Soldaten in Anwesenheit des russischen Verteidigungsattachés, Oberst Makowskij, mit militärischen Ehren an die Russen in Ungarn übergeben. Der gefangene russische Soldat wurde erst am 1. Dezember, nach Intervention der sowjetischen Botschaft in Wien, den Russen übergeben. Der Grenzeinsatz wurde erst am 23. April 1957 offiziell beendet.

## Kultur und Sehenswürdigkeiten

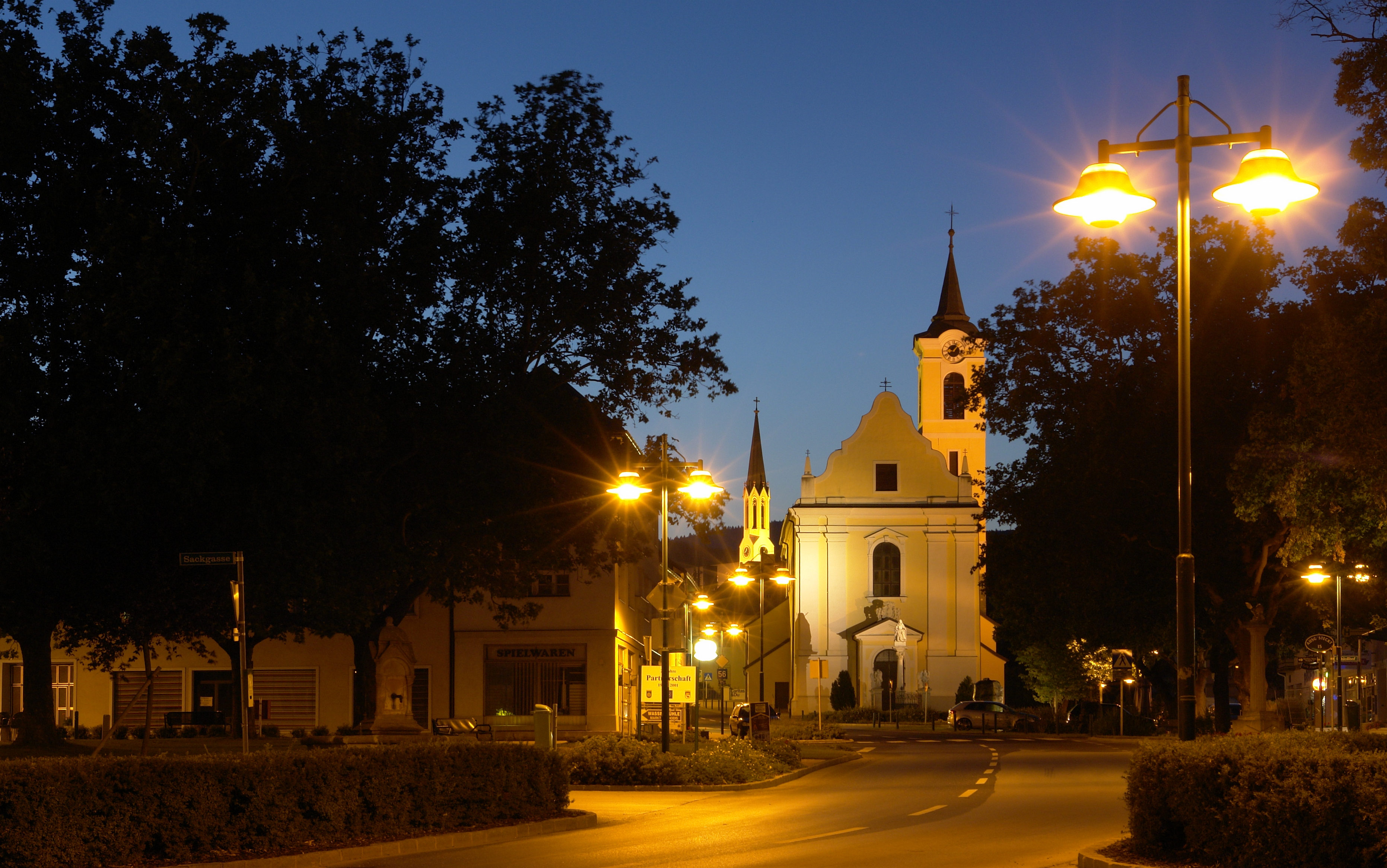
Katholische Pfarrkirche Rechnitz

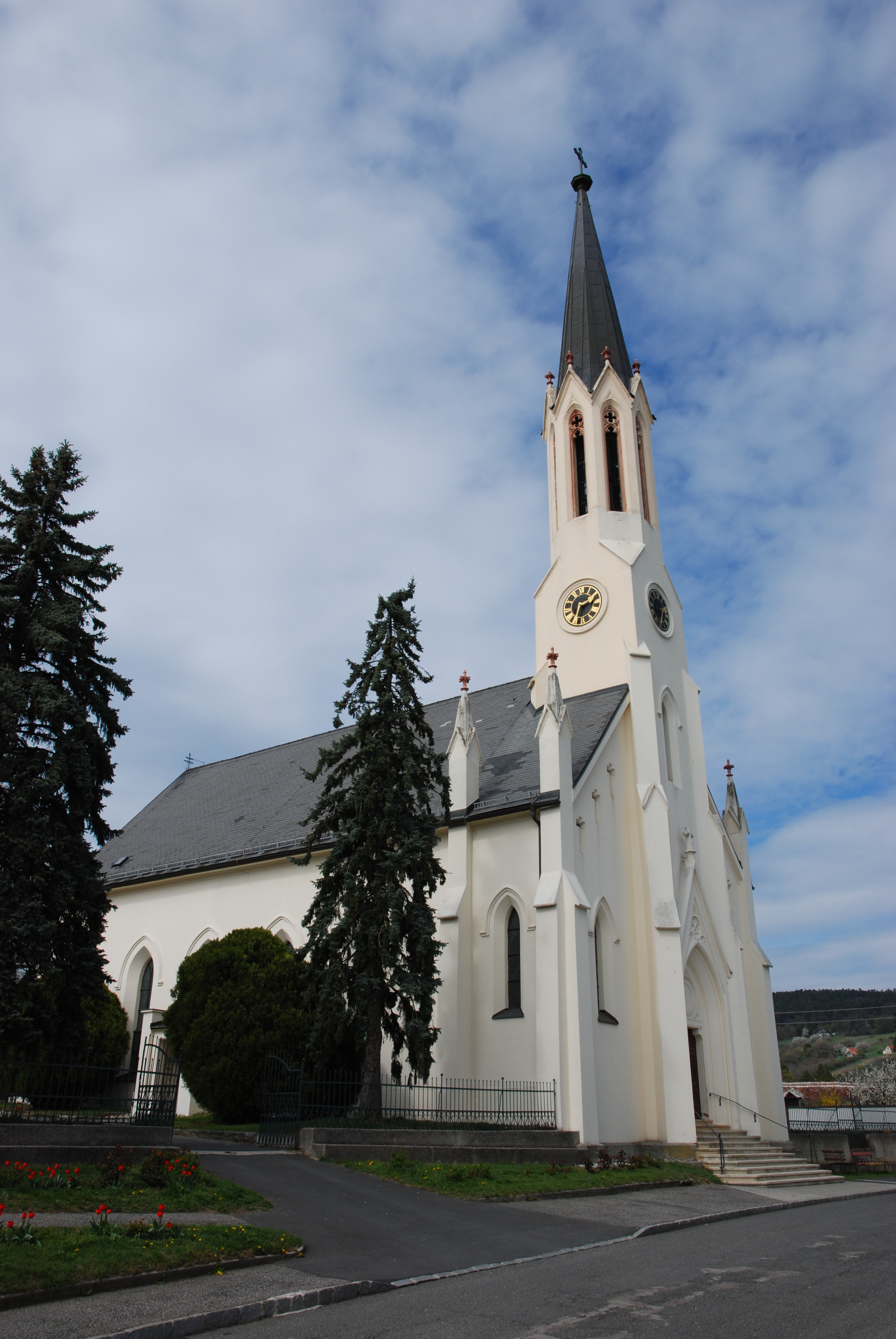
Evangelische Pfarrkirche Rechnitz

- Katholische Pfarrkirche Rechnitz hl. Katharina
- Evangelische Pfarrkirche Rechnitz
- Ödes Schloss (Ruine)
- Schloss Rechnitz: Das Schloss wurde in der Nacht vom 29. zum 30. März 1945 bei Kriegshandlungen zerstört. Terrassenmauern und ein Brunnen sind erhalten.
- Kreuzstadl Rechnitz: Ungarisch-jüdische Zwangsarbeiter wurden am 24. und 25. März 1945 beim Massaker von Rechnitz ermordet.
- Schüttkasten Rechnitz
- Naturpark Geschriebenstein-Írottkő

Im Ort gibt es einen durch Aufstauen des Rechnitzbaches entstandenen Badestausee Rechnitz und eine Kartbahn. Der Naturpark Geschriebenstein-Írottkő ist mit seinen Wander- und Ausflugsmöglichkeiten ein beliebtes Erholungsgebiet.

## Wirtschaft und Infrastruktur

### Gesundheit
- Apotheke: Im Zentrum der Gemeinde Rechnitz befindet sich eine Apotheke.[13]
- Ärzte: Für die Betreuung der Bevölkerung stehen Praktische Ärzte und ein Zahnarzt zur Verfügung.[13]
- Pflege:
  - Die Caritas Burgenland betreibt das Altenwohn- und Pflegezentrum Haus Elisabeth.[14]
  - Ein zweites Pflegeheim wird durch die Burgenländische Pflegeheim-Betriebsgesellschaft betrieben.[15]

### Bildung
- Kindergarten: Die Caritas Burgenland betreibt in Rechnitz eine Kinderkrippe und einen Kindergarten,[16]
- Schulen: In Rechnitz gibt es eine Volksschule, eine Mittelschule und eine Musikschule.[17]

### Sport
Durch Rechnitz verlaufen der Burgenland Weitwanderweg sowie der Ostösterreichische Grenzlandweg 07.

## Politik

### Gemeinderat
Der Gemeinderat umfasst aufgrund der Anzahl der Wahlberechtigten insgesamt 23 Mitglieder.
| Partei          | 2022             | 2022             | 2022             | 2017             | 2017             | 2017             | 2012             | 2012             | 2012             | 2007             | 2007             | 2007             | 2002             | 2002             | 2002             | 1997             | 1997             | 1997             |
| Partei          | Sti.             | %                | M.               | Sti.             | %                | M.               | Sti.             | %                | M.               | Sti.             | %                | M.               | Sti.             | %                | M.               | Sti.             | %                | M.               |
| --------------- | ---------------- | ---------------- | ---------------- | ---------------- | ---------------- | ---------------- | ---------------- | ---------------- | ---------------- | ---------------- | ---------------- | ---------------- | ---------------- | ---------------- | ---------------- | ---------------- | ---------------- | ---------------- |
| SPÖ             | 1143             | 66.65            | 16               | 976              | 57,96            | 14               | 1071             | 62,74            | 15               | 1066             | 58,28            | 14               | 1051             | 53,98            | 13               | 847              | 45,66            | 10               |
| ÖVP             | 385              | 22.45            | 5                | 470              | 27,91            | 6                | 636              | 37,26            | 8                | 698              | 38,16            | 9                | 693              | 35,59            | 8                | 620              | 33,42            | 8                |
| FPÖ             | 178              | 10.38            | 2                | 238              | 14,13            | 3                | nicht kandidiert | nicht kandidiert | nicht kandidiert | nicht kandidiert | nicht kandidiert | nicht kandidiert | 203              | 10,43            | 2                | 388              | 20,92            | 5                |
| KLART           | 9                | 0.52             | 0                | nicht kandidiert | nicht kandidiert | nicht kandidiert | nicht kandidiert | nicht kandidiert | nicht kandidiert | nicht kandidiert | nicht kandidiert | nicht kandidiert | nicht kandidiert | nicht kandidiert | nicht kandidiert | nicht kandidiert | nicht kandidiert | nicht kandidiert |
| FBL             | nicht kandidiert | nicht kandidiert | nicht kandidiert | nicht kandidiert | nicht kandidiert | nicht kandidiert | nicht kandidiert | nicht kandidiert | nicht kandidiert | 65               | 3,55             | 0                | nicht kandidiert | nicht kandidiert | nicht kandidiert | nicht kandidiert | nicht kandidiert | nicht kandidiert |
| Wahlberechtigte | 2750             | 2750             | 2750             | 2563             | 2563             | 2563             | 2640             | 2640             | 2640             | 2682             | 2682             | 2682             | 2685             | 2685             | 2685             | 2627             | 2627             | 2627             |
| Wahlbeteiligung | 68,73 %          | 68,73 %          | 68,73 %          | 76,32 %          | 76,32 %          | 76,32 %          | 76,74 %          | 76,74 %          | 76,74 %          | 76,64 %          | 76,64 %          | 76,64 %          | 81,45 %          | 81,45 %          | 81,45 %          | 91,92 %          | 91,92 %          | 91,92 %          |

### Bürgermeister und Gemeindevorstand
Bürgermeister ist Martin Kramelhofer (SPÖ). Nachdem Engelbert Kenyeri (SPÖ), der seit 2007 der Gemeinde vorstand, mit 31. Dezember 2016 seinen Rücktritt als Bürgermeister bekanntgab, wurde das vormalige Mitglied des Gemeindevorstands Martin Kramelhofer am 20. Jänner 2017 vom Gemeinderat zum neuen Bürgermeister gewählt. Bei der Bürgermeisterdirektwahl am 1. Oktober 2017 gewann Kramelhofer im ersten Wahlgang mit 59,87 %. Seine beiden Mitbewerber Klaus Adelmann (ÖVP) und Thomas Karacsony (FPÖ) erreichten 26,59 % bzw. 13,54 %. Bei der Wahl 2022 wurde Martin Kramelhofer mit 66,56 Prozent der Stimmen im Amt bestätigt. Vizebürgermeister seit der letzten Wahl ist Daniel Karacsonyi.
Leiterin des Gemeindeamtes ist Evelyn Knopf.

#### Liste der Bürgermeister von Rechnitz
- 1946–1962 Alois Hofer (SPÖ)
- 1962–1973 Josef Szerencsi (SPÖ)
- 1973–1989 Alois Gossi (SPÖ)
- 1989–1992 Heribert Oswald (ÖVP)
- 1991 – 26. Jänner 2007 Josef Saly (SPÖ)[26]
- 26. Jänner 2007 – 31. Dezember 2016: Engelbert Kenyeri (SPÖ)
- seit 20. Jänner 2017 Martin Kramelhofer (SPÖ)[27]

### Städtepartnerschaften
- Alzey in Rheinland-Pfalz, Deutschland (seit 1981)[28]
- Lábatlan, Ungarn (seit 2003)[28]

## Persönlichkeiten

### Söhne und Töchter der Gemeinde
- Karl Josef Batthyány (1697–1772), General und Feldmarschall
- Theodor I. Batthyány (1729–1812), ungarischer Magnat und Grundherr
- Gustav Pick (1832–1921), Musiker und Komponist von Wienerliedern
- Adalbert Winkler (1857–1938), Ordensgeistlicher und Denkmal-Konservator
- Franz Binder (1881–1944), Polizeibeamter und Politiker
- Alois Hofer (1892–1976), Maurer und Politiker
- Franz Stampf (1899–1981), Kaufmann und Politiker
- Margit von Batthyány (geborene Thyssen-Bornemisza) (1911–1989), NS-Kollaborateurin
- Christian Kolonovits (* 1952), Komponist und Dirigent (2017 Ehrenbürger[29])
- Thomas Karacsony (* 1976), Abgeordneter zum österreichischen Bundesrat

### Personen mit Bezug zur Gemeinde
- Ludwig I. Batthyány (1696–1765), ungarischer Magnat und Grundherr
- Ferenc Faludi (1704–1779), ungarischer Dichter und Gelehrter
- Maier Zipser (1815–1869), ungarischer Rabbiner und Gelehrter
- Karl Schönhofer (11. April 1858 in Szentgotthárd–1937), 21 Jahre lang Lehrer und Organist in Rechnitz[30]